# Virginia Wade
Sarah Virginia Wade (Bournemouth, Inglaterra, 10 de julio de 1945) es una extenista inglesa. Es la última británica en ganar el Campeonato de Wimbledon en la categoría individual en 1977. Ganó 3 de los 4 Grand Slam, faltándole solamente el Torneo de Roland Garros, donde llegó hasta cuartos de final.

## Trayectoria
Creció en Sudáfrica y pronto destacó en el tenis británico. En 1968 cumplió las expectativas venciendo en el US Open, pero tras su derrota en 1969 en Wimbledon frente a Ann Jones se quedó como segunda en el ranking británico. Uno de los partidos más trascendentes de ese campeonato y de su carrera, por las implicaciones que tuvo para el tenis en la época, fue el que jugó contra  Renée Richard, y que ganó Wade. 
En 1972 venció en el Abierto de Australia ante Evonne Goolagong Cawley.
Fue en 1977 cuando consiguió el título femenino individual en Wimbledon, venciendo a Betty Stöve en la final. 
Virginia Wade se retiró tras esta victoria para asesorar el equipo británico de la Wightman Cup.
En 1989 fue incluida en el International Tennis Hall of Fame.
En 2010 trabajaba como comentadora para la cadena televisiva británica BBC.

## Títulos de Grand Slam
| Año  | Torneo               | Contrincante            | Resultado     |
| 1968 | US Open              | Billie Jean King        | 6–4, 6–1      |
| 1972 | Abierto de Australia | Evonne Goolagong Cawley | 6–4, 6–4      |
| 1977 | Wimbledon            | Betty Stöve             | 4–6, 6–3, 6–1 |